# Xérem

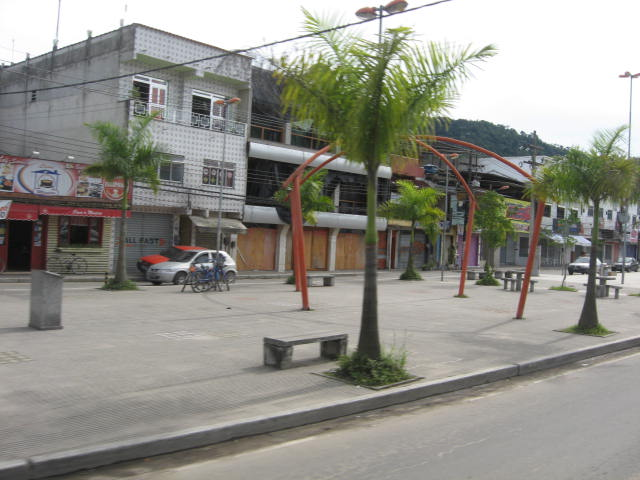
Barrio Xerém

Xerém es un barrio del distrito del mismo nombre, en el municipio de Duque de Caxias, en el estado de Río de Janeiro, a una distancia de 50 kilómetros de la capital.
Se sitúa en la subida de la sierra fluminense, próximo a Petrópolis, posee en su territorio la fábrica de autobuses Ciferal Marcopolo, el campo de entrenamiento del Fluminense Football Club, y también los estadios del Duque de Caxias y del Tigres do Brasil.
Muchos turistas van a visitar Xerém por ser un lugar tranquilo, verde, con cascadas y muchas otras diversiones.